# دم تنغ تيكاب (دشت روم)
دم تنغ تیکاب (بالفارسية: دم تنگ تیکاب) هي قرية تقع في إيران في قسم دشت روم الريفي. يقدر عدد سكانها بـ 11 نسمة بحسب إحصاء 2016.